# Championnats du monde de patinage de vitesse sur piste courte 1981
Navigation
Édition précédente Édition suivante
Les Championnats du monde de patinage de vitesse sur piste courte 1981 se déroulent à Meudon en France entre le 4 avril 1981 et le 5 avril 1981. L'événement est géré par l'Union internationale de patinage.
Il y a douze épreuves au total : six pour les hommes et six pour les femmes. Les différentes distances sont le 500 mètres, le 1 000 mètres, le 1 500 mètres, le 3 000 mètres et le relais de 3 000 mètres (5 000 mètres pour les hommes) et un titre décerné au meilleur patineur sur l'ensemble des épreuves.

## Palmarès
| Épreuves        | Or                     | Or            | Argent                 | Argent        | Bronze                 | Bronze        |
| --------------- | ---------------------- | ------------- | ---------------------- | ------------- | ---------------------- | ------------- |
| Hommes          |                        |               |                        |               |                        |               |
| 500 m           | Michael Richmond (AUS) | 48 s 21       | Stuart Horsepool (GBR) | 48 s 40       | Menno Boelsma (NED)    | 49 s 25       |
| 1 000 m         | Benoît Baril (CAN)     | 1 min 44 s 01 | Gaétan Boucher (CAN)   | 1 min 44 s 11 | Stuart Horsepool (GBR) | 1 min 44 s 56 |
| 1 500 m         | Louis Baril (CAN)      | 2 min 43 s 18 | Benoît Baril (CAN)     | 2 min 43 s 64 | Kenichi Suigo (JPN)    | 2 min 43 s 83 |
| 3 000 m         | Gaétan Boucher (CAN)   | 5 min 34 s 99 | Benoît Baril (CAN)     | 5 min 35 s 9  | Michael Richmond (AUS) | 5 min 35 s 25 |
| 5 000 m relais  | Canada                 | 7 min 58 s 43 | Grande-Bretagne        | 8 min 13 s 29 | Japon                  | 8 min 14 s 27 |
| Toutes épreuves | Benoît Baril (CAN)     |               | Gaétan Boucher (CAN)   |               | Michael Richmond (AUS) |               |
| Femmes          |                        |               |                        |               |                        |               |
| 500 m           | Mika Kato (JPN)        | 53 s 12       | Louise Begin (CAN)     | 53 s 60       | Pam Mercer (USA)       | 54 s 03       |
| 1 000 m         | Miyoshi Kato (JPN)     | 1 min 45 s 96 | Mika Kato (JPN)        | 1 min 45 s 98 | Nathalie Grondin (CAN) | 1 min 48 s 76 |
| 1 500 m         | Miyoshi Kato (JPN)     | 2 min 47 s 54 | Mika Kato (JPN)        | 2 min 48 s 5  | Louise Begin (CAN)     | 2 min 48 s 95 |
| 3 000 m         | Miyoshi Kato (JPN)     | 5 min 45 s 38 | Mika Kato (JPN)        | 5 min 59 s 41 | Louise Begin (CAN)     | 6 min 1 s 21  |
| 3 000 m relais  | Canada                 | 5 min 14 s 1  | États-Unis             | 5 min 17 s 94 | Grande-Bretagne        | 5 min 29 s 40 |
| Toutes épreuves | Miyoshi Kato (JPN)     |               | Mika Kato (JPN)        |               | Louise Begin (CAN)     |               |

## Tableau des médailles
| Rang | Nation          | Or | Argent | Bronze | Total |
| ---- | --------------- | -- | ------ | ------ | ----- |
| 1    | Canada          | 6  | 5      | 4      | 15    |
| 2    | Japon           | 5  | 4      | 2      | 11    |
| 3    | Australie       | 1  | 0      | 2      | 3     |
| 4    | Grande-Bretagne | 0  | 2      | 2      | 4     |
| 5    | États-Unis      | 0  | 1      | 1      | 2     |
| 6    | Pays-Bas        | 0  | 0      | 1      | 1     |